# Denominazione di origine controllata
La denominazione di origine controllata (DOC) è una certificazione utilizzata in enologia per indicare quei vini di qualità le cui caratteristiche siano determinate da uve raccolte in particolari zone controllate. I vini DOC sono prodotti rispettando uno specifico disciplinare di produzione approvato con decreto ministeriale. La certificazione DOC fu adottata nell'anno 1963.
I vini di denominazione di origine controllata prima di essere messi in commercio devono essere sottoposti in fase di produzione ad una preliminare analisi chimico-fisica e ad un esame organolettico che certifichi il rispetto dei requisiti previsti dal disciplinare. Il mancato rispetto dei requisiti ne impedisce la messa in commercio con la dicitura DOC. 
Il marchio fu ideato negli anni cinquanta dall'avvocato romano Rolando Ricci, funzionario dell'allora Ministero dell'Agricoltura. La denominazione di origine controllata fu istituita con il decreto-legge n. 930 del 12 luglio 1963, che si applica anche ai vini "Moscato Passito di Pantelleria" e "Marsala".
Della legge delle Doc, ovvero il D.P.R. 930 del 12 luglio del 1963 fu relatore e primo firmatario il Senatore monferrino Paolo Desana che studio' tutte le proposte di legge presentate precedentemente, a partire dalla prima del 1888 di tre parlamentari monferrini Mensio, Morini e Bertana e le successive dei primi del Novecento dell'albese Calissano e poi ancora dei monferrini Edoardo Ottavi e Arturo Marescalchi, riuscendo così a colmare le problematiche non risolte e a fare approvare una legge storica per l'Italia. A poco a poco si andò a recuperare il ritardo di una trentina di anni accumulato sulla legislazione specifica della Francia che aveva approvato la sia legge istituendo le AOC nel 1935.
Paolo Desana fu presidente della Federazione Nazionale delle Cantine Sociali e dal 1966 fu anche presidente del Comitato Nazionale per la Tutela delle Denominazioni di Origine dei Vini, fu confermato nell'incarico per cinque legislature fino al 1989 e riuscì a far approvare le prime 260 Doc vinicole italiane. Dal 2010 la classificazione DOC, così come la DOCG, è stata ricompresa nella categoria comunitaria DOP.

## Elenco delle denominazioni
Si riporta di seguito l'elenco delle Denominazioni italiane suddivise per regione in ordine alfabetico.

### Abruzzo
- Abruzzo prodotto nelle province di Chieti, L'Aquila, Pescara e Teramo
- Cerasuolo d'Abruzzo prodotto nelle province di Chieti, L'Aquila, Pescara e Teramo
- Controguerra prodotto nella provincia di Teramo
- Montepulciano d'Abruzzo prodotto nelle province di Chieti, L'Aquila, Pescara e Teramo
- Trebbiano d'Abruzzo prodotto nelle province di Chieti, L'Aquila, Pescara e Teramo
- Ortona prodotto nella provincia di Chieti
- Villamagna prodotto nella provincia di Chieti

### Basilicata
- Aglianico del Vulture prodotto nella provincia di Potenza
- Matera prodotto nella provincia di Matera
- Terre dell'Alta Val d'Agri prodotto nella provincia di Potenza
- Grottino di Roccanova prodotto in provincia di Potenza.

### Calabria
- Bivongi prodotto nelle provincie di Reggio Calabria e Catanzaro.
- Cirò prodotto nella provincia di Crotone.
- Greco di Bianco prodotto nella provincia di Reggio Calabria.
- Lamezia prodotto nella provincia di Catanzaro.
- Melissa prodotto nella provincia di Crotone.
- Sant'Anna di Isola Capo Rizzuto prodotto nella provincia di Crotone.
- Savuto prodotto nelle province di Cosenza e Catanzaro.
- Scavigna prodotto nella provincia di Catanzaro.
- Terre di Cosenza, prodotto nella provincia di Cosenza.

### Campania
- Aversa prodotto nelle province di Caserta e Napoli.
- Campi Flegrei prodotto nella città metropolitana di Napoli
- Capri prodotto nella città metropolitana di Napoli;
- Casavecchia di Pontelatone prodotto in provincia di Caserta
- Castel San Lorenzo prodotto nella provincia di Salerno
- Cilento prodotto nella provincia di Salerno
- Costa d'Amalfi prodotto nella provincia di Salerno
- Falerno del Massico prodotto nella provincia di Caserta
- Galluccio prodotto nella provincia di Caserta
- Irpinia prodotto nella provincia di Avellino
- Ischia prodotto nella città metropolitana di Napoli
- Penisola Sorrentina prodotto nella città metropolitana di Napoli
- Sannio prodotto nella provincia di Benevento
- Vesuvio prodotto nella città metropolitana di Napoli

### Emilia-Romagna
- Bosco Eliceo prodotto nelle province di Ferrara e Ravenna
- Colli Bolognesi prodotto nelle provincie di Bologna e Modena
- Colli di Faenza prodotto nelle province di Forlì e Ravenna
- Colli d'Imola prodotto nella città metropolitana di Bologna
- Colli di Parma prodotto nella provincia di Parma
- Colli di Rimini prodotto nella provincia di Rimini
- Colli di Scandiano e di Canossa prodotto nella provincia di Reggio Emilia
- Colli Piacentini prodotto nella provincia di Piacenza
- Colli Romagna Centrale prodotto nelle province di Ravenna e Forlì-Cesena
- Gutturnio prodotto in provincia di Piacenza
- Lambrusco di Sorbara
- Lambrusco Grasparossa di Castelvetro
- Lambrusco Salamino di Santacroce
- Modena
- Ortrugo dei Colli Piacentini
- Reggiano prodotto nella provincia di Reggio Emilia
- Reno prodotto nelle province di Bologna e Modena
- Romagna prodotto nelle province di Bologna, Forlì-Cesena, Ravenna e Rimini

### Friuli-Venezia Giulia
- Carso prodotto nelle province di Gorizia e Trieste
- Friuli Colli Orientali prodotto nella provincia di Udine
- Collio Goriziano o Collio prodotto nella provincia di Gorizia
- Friuli Annia prodotto nella provincia di Udine
- Friuli Aquileia prodotto nella provincia di Udine
- Friuli Grave prodotto nelle province di Pordenone e Udine
- Friuli Isonzo o Isonzo del Friuli prodotto nella provincia di Gorizia
- Friuli Latisana prodotto nella provincia di Udine
- Lison-Pramaggiore DOC interregionale prodotta nelle province di Pordenone (Friuli-Venezia Giulia) e Venezia e Treviso (Veneto)

### Lazio
- Aleatico di Gradoli prodotto nella provincia di Viterbo
- Aprilia prodotto nella provincia di Latina
- Atina prodotto nella provincia di Frosinone
- Bianco Capena prodotto nella provincia di Roma
- Castelli Romani prodotto nella provincia di Roma
- Cerveteri prodotto nelle province di Roma e Viterbo, in varie tipologie
- Cesanese di Affile prodotto nella provincia di Roma
- Cesanese di Olevano Romano prodotto nella provincia di Roma
- Circeo prodotto nella provincia di Latina
- Colli Albani prodotto nella provincia di Roma
- Colli della Sabina prodotto nelle province di Rieti e Roma
- Colli Etruschi Viterbesi prodotto nella provincia di Viterbo
- Colli Lanuvini prodotto nella provincia di Roma
- Cori prodotto nella provincia di Latina
- Est! Est!! Est!!! di Montefiascone prodotto nella provincia di Viterbo
- Frascati prodotto nella provincia di Roma
- Genazzano prodotto nelle province di Frosinone e Roma
- Marino prodotto nella Città metropolitana di Roma Capitale
- Montecompatri Colonna prodotto nella Città metropolitana di Roma Capitale
- Nettuno prodotto nella provincia di Roma
- Orvieto DOC interregionale prodotto nelle province di Viterbo (Lazio) e Terni (Umbria)
- Roma nella Città metropolitana di Roma Capitale
- Tarquinia prodotto nelle province di Roma e Viterbo
- Terracina
- Velletri prodotto nelle province di Latina e Roma
- Vignanello prodotto nella provincia di Viterbo
- Zagarolo prodotto nella provincia di Roma

### Liguria
- Cinque Terre prodotto nella provincia di La Spezia
- Cinque Terre Sciacchetrà prodotto nella provincia della Spezia
- Colli di Luni DOC interregionale prodotta nelle province della Spezia (Liguria) e di Massa-Carrara (Toscana)
- Colline di Levanto prodotto nella provincia della Spezia
- Golfo del Tigullio-Portofino prodotto nella città metropolitana di Genova
- Ormeasco di Pornassio prodotto nella provincia di Imperia
- Riviera Ligure di Ponente
- Rossese di Dolceacqua prodotto nella provincia di Imperia
- Val Polcevera prodotto nella città metropolitana di Genova

### Lombardia
- Bonarda dell'Oltrepò Pavese prodotto in provincia di Pavia
- Botticino prodotto nella provincia di Brescia
- Buttafuoco dell'Oltrepò Pavese prodotto nella provincia di Pavia
- Capriano del Colle prodotto nella provincia di Brescia
- Casteggio prodotto in provincia di Pavia
- Cellatica prodotto nella provincia di Brescia
- Curtefranca (Bianco, Rosso) prodotto in provincia di Brescia
- Garda DOC interregionale prodotto nelle province di Brescia e Mantova (Lombardia) e Verona (Veneto)
- Garda Colli Mantovani prodotto nella provincia di Mantova
- Lambrusco Mantovano prodotto nella provincia di Mantova
- Lugana DOC interregionale prodotto nelle province di Brescia (Lombardia) e Verona (Veneto)
- Oltrepò Pavese prodotto nelle provincia di Pavia
- Oltrepò Pavese Pinot Grigio prodotto nelle provincia di Pavia
- Riviera del Garda Bresciano prodotto nella provincia di Brescia
- San Colombano al Lambro prodotto nelle province di Lodi, Milano e Pavia
- Sangue di Giuda dell'Oltrepò Pavese prodotto in provincia di Pavia
- San Martino della Battaglia DOC interregionale prodotto nelle province di Brescia (Lombardia) e Verona (Veneto)
- Terre del Colleoni prodotto in provincia di Bergamo
- Valcalepio prodotto nella provincia di Bergamo
- Valtellina Rosso o Rosso di Valtellina prodotto nella provincia di Sondrio
- Valtenesi prodotto nella provincia di Brescia

### Marche
- Bianchello del Metauro prodotto nella provincia di Pesaro-Urbino
- Colli Maceratesi prodotto nella provincia di Macerata
- Colli Pesaresi prodotto nella provincia di Pesaro
- Esino prodotto nelle province di Ancona e Macerata
- Falerio prodotto nella provincia di Ascoli Piceno
- I Terreni di Sanseverino prodotto nella provincia di Macerata
- Lacrima di Morro d'Alba prodotto nella provincia di Ancona
- Pergola
- Rosso Conero prodotto nella provincia di Ancona
- Rosso Piceno prodotto nelle province di Ancona, Ascoli Piceno e Macerata
- San Ginesio
- Serrapetrona
- Terre di Offida prodotto nelle procince di Ascoli Piceno e Fermo
- Verdicchio dei Castelli di Jesi prodotto nelle province di Ancona e Macerata
- Verdicchio di Matelica prodotto nelle province di Ancona e Macerata

### Molise
- Biferno prodotto nella provincia di Campobasso
- Molise prodotto nelle province di Campobasso e Isernia
- Pentro di Isernia prodotto nella provincia di Isernia
- Tintilia del Molise prodotto nelle province di Campobasso e Isernia

### Piemonte
- Alba prodotto in provincia di Cuneo.
- Albugnano prodotto nella provincia di Asti.
- Barbera d'Alba, prodotto nella provincia di Cuneo.
- Barbera del Monferrato, prodotto nelle province di Alessandria e Asti.
- Boca prodotto nella provincia di Novara.
- Bramaterra, prodotto nelle province di Biella e Vercelli.
- Calosso prodotto nella provincia di Asti.
- Canavese prodotto nelle province di Torino, Biella e Vercelli.
- Carema prodotto nella provincia di Torino.
- Cisterna d'Asti prodotto nelle province di Asti e Cuneo.
- Colli Tortonesi prodotto nella provincia di Alessandria.
- Collina Torinese prodotto nella città metropolitana di Torino.
- Colline Novaresi prodotto nella provincia di Novara.
- Colline Saluzzesi prodotto nella provincia di Cuneo.
- Cortese dell'Alto Monferrato prodotto nelle province di Alessandria e Asti.
- Coste della Sesia prodotto nelle province di Vercelli e Biella.
- Dolcetto d'Acqui prodotto nella provincia di Alessandria.
- Dolcetto d'Alba prodotto nelle province di Asti e Cuneo.
- Dolcetto d'Asti prodotto nella provincia di Asti.
- Dolcetto d'Ovada prodotto nella provincia di Alessandria.
- Fara prodotto nella provincia di Novara.
- Freisa d'Asti prodotto nella provincia di Asti.
- Freisa di Chieri prodotta nella città metropolitana di Torino.
- Gabiano prodotto nella provincia di Alessandria.
- Grignolino d'Asti prodotto nella provincia di Asti.
- Grignolino del Monferrato Casalese prodotto nella provincia di Alessandria.
- Langhe prodotto nella provincia di Cuneo.
- Lessona prodotto nella provincia di Biella.
- Loazzolo prodotto nella provincia di Asti.
- Malvasia di Casorzo d'Asti prodotto nella provincia di Asti.
- Malvasia di Castelnuovo Don Bosco prodotto nella provincia di Asti.
- Monferrato, prodotto nelle provincie di Alessandria e Asti.
- Nebbiolo d'Alba prodotto nella provincia di Cuneo.
- Nizza prodotto nella provincia di Asti.
- Piemonte prodotto in tutte le province.
- Pinerolese prodotto nella città metropolitana di Torino.
- Rubino di Cantavenna prodotto nella provincia di Alessandria.
- Sizzano prodotto nella provincia di Novara.
- Strevi prodotto nella provincia di Alessandria.
- Terre Alfieri prodotto nelle province di Asti e Cuneo.
- Valli Ossolane prodotto nella provincia di Verbano-Cusio-Ossola.
- Valsusa nella città metropolitana di Torino.
- Verduno Pelaverga o Verduno prodotto nella provincia di Cuneo.

### Puglia
- Aleatico di Puglia prodotto in tutta la regione
- Alezio prodotto nella provincia di Lecce
- Brindisi rosso prodotto nella provincia di Brindisi
- Cacc'e Mmitte di Lucera prodotto nella provincia di Foggia
- Castel del Monte prodotto nelle province di Barletta-Andria-Trani e di Bari
- Colline Joniche Tarantine prodotto nella provincia di Taranto
- Copertino prodotto nella provincia di Lecce
- Galatina prodotto nella provincia di Lecce
- Gioia del Colle prodotto nella città metropolitana di Bari
- Gravina prodotto nella città metropolitana di Bari
- Leverano prodotto nella provincia di Lecce
- Lizzano prodotto nella provincia di Taranto
- Locorotondo prodotto nelle province di Bari e Brindisi
- Martinafranca prodotto nelle province di Bari, Brindisi e Taranto
- Matino prodotto nella provincia di Lecce
- Moscato di Trani prodotto nelle province di Barletta-Andria-Trani, Bari e Foggia
- Nardò prodotto nella provincia di Lecce
- Orta Nova prodotto nella provincia di Foggia
- Ostuni prodotto nella provincia di Brindisi
- Primitivo di Manduria prodotto nelle province di Brindisi e Taranto
- Rosso Barletta prodotto nelle province di Barletta-Andria-Trani, Bari e Foggia
- Rosso Canosa prodotto nelle province di Barletta-Andria-Trani e Bari
- Rosso di Cerignola prodotto nella provincia di Foggia
- Salice Salentino prodotto nella province di Brindisi e Lecce
- San Severo prodotto nella provincia di Foggia
- Squinzano prodotto nelle province di Brindisi e Lecce
- Tavoliere delle Puglie prodotto nelle province di Foggia e Barletta-Andria-Trani

### Sardegna
- Alghero prodotto nella provincia di Sassari
- Arborea prodotto nella provincia di Oristano
- Campidano di Terralba o Terralba prodotto nelle province di Cagliari ed Oristano
- Cannonau di Sardegna prodotto in tutta la regione
- Carignano del Sulcis prodotto nella provincia del sud Sardegna (Sulcis)
- Girò di Cagliari prodotto nelle province di Cagliari ed Oristano
- Malvasia di Bosa prodotto nella provincia di Nuoro
- Malvasia di Cagliari prodotto nelle province di Cagliari ed Oristano
- Mandrolisai prodotto nelle province di Nuoro ed Oristano
- Monica di Cagliari prodotto nelle province di Cagliari ed Oristano
- Monica di Sardegna prodotto in tutta la regione
- Moscato di Cagliari prodotto nelle province di Cagliari ed Oristano
- Moscato di Sardegna prodotto in tutta la regione
- Moscato di Sorso Sennori o Moscato di Sorso o Moscato di Sennori prodotto nella provincia di Sassari
- Nasco di Cagliari prodotto nelle province di Cagliari ed Oristano
- Nuragus di Cagliari prodotto nelle province di Cagliari, Nuoro ed Oristano
- Sardegna Semidano prodotto in tutta la regione
- Vermentino di Sardegna prodotto in tutta la regione
- Vernaccia di Oristano prodotto nella provincia di Oristano

### Sicilia
- Alcamo prodotto nelle province di Trapani e Palermo
- Contea di Sclafani prodotto nelle province di Agrigento, Caltanissetta e Palermo;
- Contessa Entellina prodotto nella provincia di Palermo;
- Delia Nivolelli prodotto nella provincia di Trapani.
- Eloro (vino) prodotto nelle province di Ragusa e Siracusa
- Erice prodotto nella provincia di Trapani.
- Etna prodotto nella provincia di Catania.
- Faro prodotto nella città di Messina.
- Malvasia delle Lipari prodotto in provincia di Messina.
- Mamertino o Mamertino di Milazzo prodotto nella provincia di Messina.
- Marsala prodotto nella provincia di Trapani.
- Menfi prodotto nelle province di Agrigento e Trapani,
- Monreale prodotto nella provincia di Palermo
- Pantelleria prodotto nella provincia di Trapani.
- Noto prodotto nella provincia di Siracusa
- Riesi prodotto nella provincia di Caltanissetta.
- Salaparuta prodotto in provincia di Trapani
- Sambuca di Sicilia prodotto nella provincia di Agrigento.
- Santa Margherita di Belice prodotto nella provincia di Agrigento,
- Sciacca prodotto nella provincia di Agrigento,
- Sicilia prodotto nella provincia di Siracusa;
- Vittoria prodotto nella provincia di Ragusa;

### Toscana
- Ansonica Costa dell'Argentario prodotto nella provincia di Grosseto
- Barco Reale di Carmignano o Barco Reale prodotto nelle province di Firenze e Prato
- Bianco dell'Empolese prodotto nelle province di Firenze e Pistoia
- Bianco di Pitigliano prodotto nella provincia di Grosseto
- Bolgheri prodotto in provincia di Livorno
- Bolgheri Sassicaia prodotto in provincia di Livorno
- Candia dei Colli Apuani prodotto nella provincia di Massa-Carrara
- Capalbio prodotto nella provincia di Grosseto
- Colli dell'Etruria Centrale prodotto nelle province di Arezzo, Firenze, Pisa, Pistoia, Prato e Siena
- Colli di Luni prodotto nelle province di Massa-Carrara (interregionale)
- Colline Lucchesi prodotto nella provincia di Lucca
- Cortona prodotto nella provincia di Arezzo
- Elba prodotto nella provincia di Livorno
- Grance Senesi prodotto nella provincia di Siena
- Maremma Toscana prodotto nella provincia di Grosseto
- Montecarlo prodotto nella provincia di Lucca
- Montecucco prodotto nella provincia di Grosseto
- Monteregio di Massa Marittima prodotto nella provincia di Grosseto
- Montescudaio prodotto nelle province di Livorno e Pisa
- Moscadello di Montalcino prodotto nella provincia di Siena
- Orcia prodotto nella provincia di Siena
- Parrina prodotto nella provincia di Grosseto
- Pomino prodotto nella città metropolitana di Firenze
- Rosso di Montalcino prodotto nella provincia di Siena
- Rosso di Montepulciano prodotto nella provincia di Siena
- San Gimignano prodotto nella provincia di Siena
- Sant'Antimo prodotto nella provincia di Siena
- San Torpè prodotto nella provincia di Pisa e in parte di Livorno
- Sovana prodotto nella provincia di Grosseto
- Terratico di Bibbona prodotto nella parte settentrionale della provincia di Livorno
- Terre di Casole prodotto nella provincia di Siena
- Terre di Pisa prodotto nella provincia di Pisa
- Val d'Arbia prodotto nella provincia di Siena
- Val d'Arno di Sopra
- Val di Cornia prodotto nelle province di Livorno e Pisa
- Valdichiana toscana
- Valdinievole prodotto in provincia di Pistoia
- Vin Santo del Chianti prodotto nelle province di Arezzo, Firenze, Pisa, Pistoia, Prato e Siena
- Vin Santo di Carmignano prodotto nelle province di Firenze e Prato
- Vin Santo di Montepulciano prodotto nella provincia di Siena

### Trentino-Alto Adige
- Alto Adige, o dell'Alto Adige o Südtirol o Südtiroler
- Casteller prodotto nella provincia di Trento
- delle Venezie prodotto nella provincia di Trento (interregionale)
- Lago di Caldaro, o Caldaro o Kalterersee o Kalterer, prodotto nelle province di Trento e Bolzano
- Teroldego Rotaliano prodotto nella provincia di Trento
- Trentino prodotto nella provincia di Trento
- Trento prodotto nella provincia di Trento
- Valdadige prodotto nelle province di Trento, Bolzano (interregionale)
- Valdadige Terradeiforti o Terradeiforti prodotto nella provincia di Trento (interregionale)

### Umbria
- Amelia prodotto nella provincia di Terni
- Assisi prodotto nella provincia di Perugia
- Colli Altotiberini prodotto nella provincia di Perugia
- Colli del Trasimeno prodotto nella provincia di Perugia
- Colli Martani prodotto nella provincia di Perugia
- Colli Perugini prodotto nelle provincie di Perugia e Terni
- Lago di Corbara prodotto nelle province di Perugia e Terni
- Montefalco prodotto nella provincia di Perugia
- Orvieto DOC interregionale prodotto nelle province di Terni (Umbria) e Viterbo (Lazio)
- Rosso Orvietano o Orvietano Rosso prodotto nella provincia di Terni
- Spoleto prodotto nella provincia di Perugia
- Todi prodotto nella provincia di Perugia
- Torgiano prodotto nella provincia di Perugia

### Valle d'Aosta
- Valle d'Aosta o Vallée d'Aoste

### Veneto
- Arcole prodotto nelle province di Verona e Vicenza
- Asolo Montello
- Bagnoli prodotto nella provincia di Padova
- Bardolino prodotto nella provincia di Verona
- Custoza prodotto nella provincia di Verona
- Breganze prodotto nella provincia di Vicenza
- Colli Berici prodotto nella provincia di Vicenza
- Colli Euganei prodotto nella provincia di Padova
- Corti benedettine del Padovano prodotto nelle province di Padova e Venezia
- delle Venezie prodotto in tutte le provincie (interregionale)
- Gambellara prodotto nella provincia di Vicenza
- Garda DOC interregionale prodotto nelle province di Verona (Veneto) e Brescia e Mantova (Lombardia)
- Lessini Durello
- Lison Pramaggiore DOC interregionale prodotta nelle province di Venezia e Treviso (Veneto) e Pordenone (Friuli-Venezia Giulia)
- Lugana DOC interregionale prodotto nelle province di Verona (Veneto) e Brescia (Lombardia)
- Merlara prodotto nella provincia di Padova
- Montello e Colli Asolani prodotto nella provincia di Treviso
- Monti Lessini o Lessini prodotto nella provincia di Vicenza e Verona
- Piave prodotto nelle province di Treviso e Venezia
- Prosecco
- Riviera del Brenta prodotto nelle province di Padova e Venezia
- San Martino della Battaglia prodotto nelle province di Verona (Veneto) e Brescia (Lombardia)
- Soave prodotto nella provincia di Verona
- Valdadige DOC interregionale prodotto nelle province Verona (Veneto) e di Bolzano e Trento (Trentino-Alto Adige)
- Valdadige Terradeiforti prodotto nella provincia di Verona (interregionale)
- Valpolicella prodotto nella provincia di Verona
- Valpolicella Ripasso prodotto nella provincia di Verona
- Venezia prodotto nella provincia di Venezia
- Vicenza prodotto nella provincia di Vicenza
- Vigneti della Serenissima